# クレメント・リード
クレモント・リード（Clement Reid、1853年1月6日 - 1916年12月10日）は、イギリスの地質学者・古植物学学者。第三紀（6430万年前から260万年前の時代）の植物相を専門とし、著書に「水に沈んだ森」（"Submerged Forests"）がある。

## 略歴

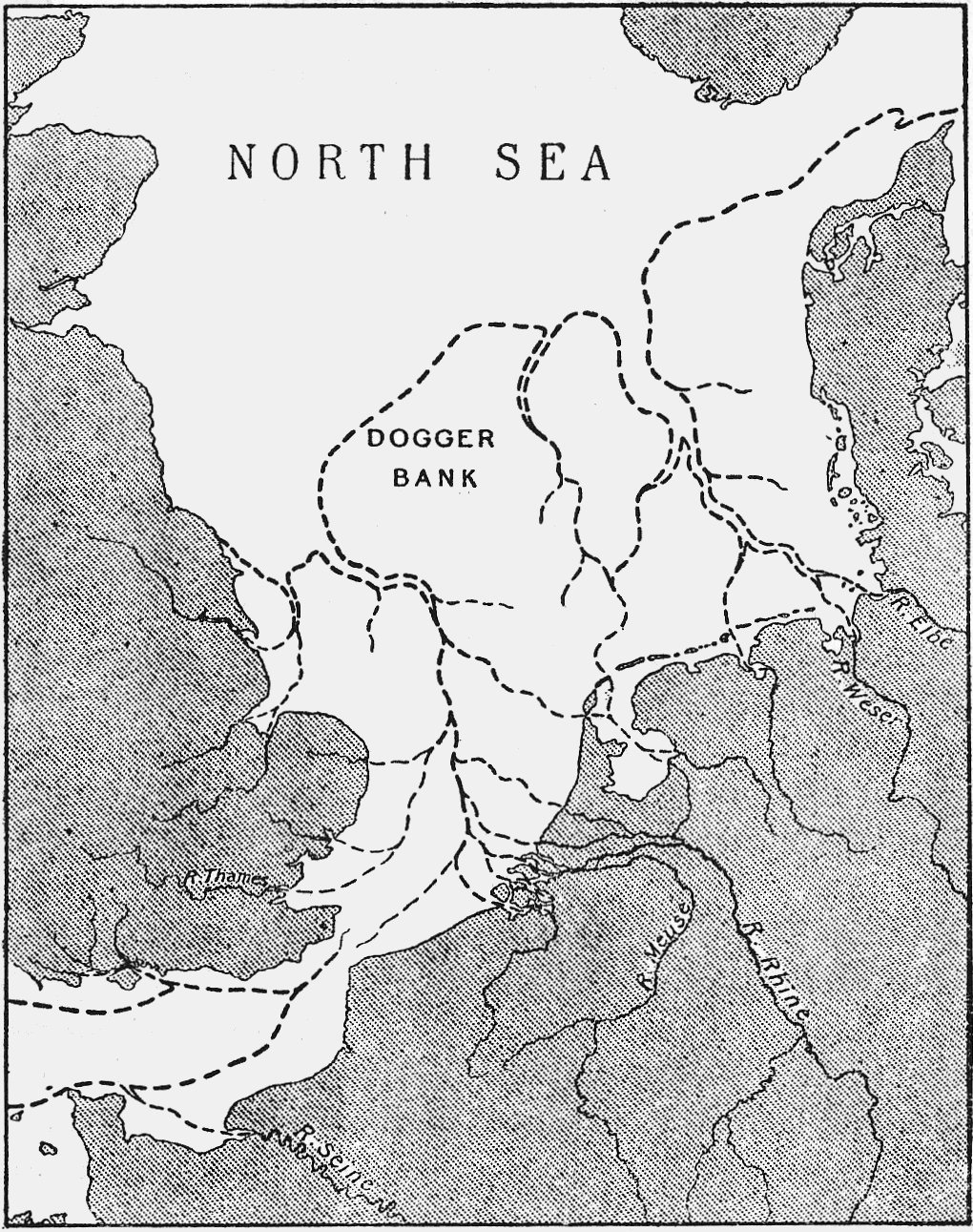
"Submerged Forests" (1913)のドッガーバンクの説明図

ロンドンで生まれた。大叔父にマイケル・ファラデーがいる。1874年から英国地質調査所に野外調査員、地図製図者として働き、後に研究職となった。1875年にロンドン地質学会の会員となり、1886年にロンドン地質学会が40歳以下の優秀な研究者に贈るマーチソン研究資金（Murchison Fund）を受けた。1913年まで英国地質調査所で働いた。1897年にエレノア・メアリー・リード（Eleanor Mary Reid）と結婚し多くの共著の著作を発表している。
第三紀の植物相の研究を専門とし古植物学研究のパイオニアの1人である。堆積土壌中の種子や花粉化石の精密な研究を行った。北海で発見された化石を分類し、最終氷期にグレートブリテン島（イギリス）と大陸をつなぐドッガーランドがあったという仮説を提唱した。
1897年にロンドン地質学会からビグスビー・メダルを受賞し、1899年に王立協会のフェローに選ばれた。ロンドン・リンネ協会のフェローにも選ばれた。1913年から1914年の間、ロンドン地質学会の副会長も務めた。

## 著作

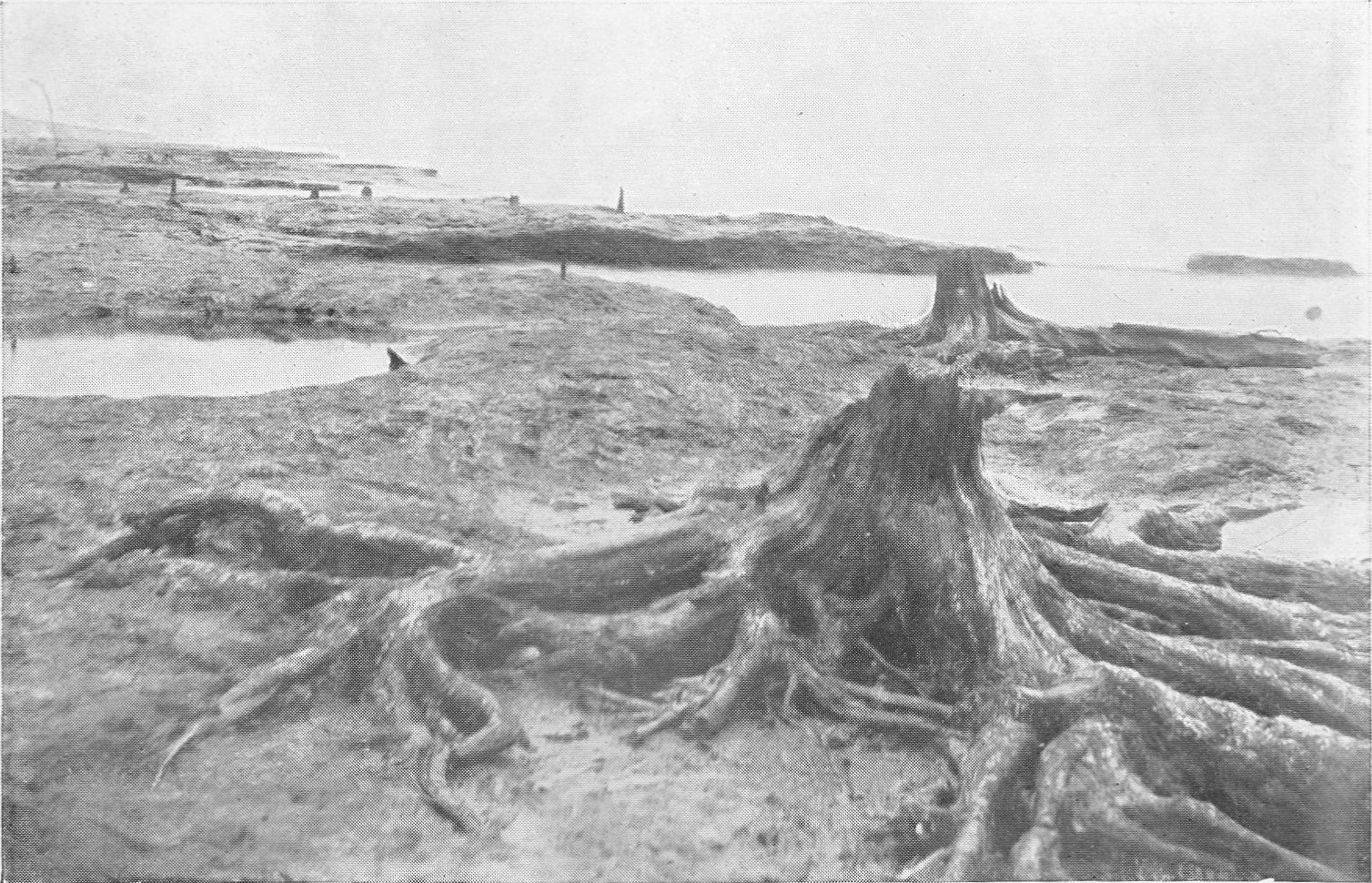
"Submerged Forests" (1913)の図版

- The origin of the british flora, London, Dulau 1899, Archive.org doi:10.5962/bhl.title.24157 doi:10.5962/bhl.title.55460 doi:10.5962/bhl.title.7595
- The Pliocene deposits of Britain, Geological Survey, London, Printed for H. M. Stationery Office by Eyre and Spottiswoode, 1890
- Submerged Forests, Cambridge University Press und Putnam’s (New York), 1913, Archive
- Eleanor Mary Reidと共著: The Pliocene floras of the Dutch-Prussian border, Mededeelingen van de Rijksopsporing van Delfstoffen, Nr. 6, Gravenhage, M. Nijhoff 1915 doi:10.5962/bhl.title.57075
- Eleanor Mary Reidと共著: The fossil flora of Tegelen-sur-Meuse, near Venloo, in the Province of Limburg, Verh. Kgl. Akad. Wet. Amsterdam 1907